# Pettson och Findus – Findus flyttar hemifrån
Pettson och Findus – Findus flyttar hemifrån (tyska: Pettersson und Findus – Findus zieht um) är en tysk film från 2018 som bygger på böckerna om Pettson och Findus av Sven Nordqvist. Filmen hade premiär i Tyskland 13 september 2018 och i Sverige 5 oktober 2018.

## Handling
Findus växer snabbt och tycker han är stor nog att flytta hemifrån.

## Rollista
| Roll       | Skådespelare         | Svensk röst      |
| ---------- | -------------------- | ---------------- |
| Pettson    | Stefan Kurt          | Dan Ekborg       |
| Findus     | Roxana Samadi (röst) | Dorothea Norling |
| Gustavsson | Max Herbrechter      | Allan Svensson   |
| Beda       | Marianne Sägebrecht  | Ewa Roos         |
| Hanna      |                      | Annika Herlitz   |
| Hilda      |                      | Vicki Benckert   |

- Övriga röster – Chaya Mandoki, Ester Sjögren, Hasse Jonsson, Henrik Lundström, Mimmi Olsen
- Översättning – Carina Sagefors
- Regi och tekniker – Hasse Jonsson
- Casting & Producent – Lasse Svensson
- Svensk version producerades av Eurotroll AB.[5]

## Produktion
Filmen spelades in i studio i Köln och Erfurt mellan 24 februari 2017 och 06 mars 2017.